# Surabaja
Surabaja (Surabaya) – miasto w Indonezji, stolica prowincji Jawa Wschodnia, licząca razem z przedmieściami 5 mln mieszkańców.

## Historia
Pierwszy znany opis Surabai został sporządzony przez Holendrów w roku 1620. Surabaja według tego opisu była już wtedy dużym miastem otoczonym murem o 40-kilometrowej długości. Jednakże już w 1625 Surabaja została podbita przez sułtanat Mataram. W połowie XVIII wieku została opanowana przez Holendrów. Przed II wojną światową Surabaja była najważniejszym portem wojennym Holenderskich Indii Wschodnich (Soerabaja). W latach 1942–1944 miasto oraz port były okupowane przez wojska japońskie, następnie zostały zajęte przez wojska alianckie. Początkowo miasto zajęli nacjonaliści indonezyjscy, ale ponownie przez użycie siły zostało ono zajęte przez Holendrów w 1947. Po okresie nacisków międzynarodowych w sierpniu 1949 władze holenderskie zrezygnowały z tej kolonii.
W grudniu 1949 roku miasto weszło w skład nowo utworzonej Republiki Indonezji.
Od 1954 r. w Surabaja działa uniwersytet. Od 1960 r. w mieście działa politechnika.

## Gospodarka
Znaczący ośrodek przemysłowy i kulturalny. W mieście rozwinął się przemysł maszynowy, metalowy, stoczniowy, włókienniczy, szklarski, chemiczny, spożywczy, skórzano-obuwniczy. Port morski (Tanjungperak) o dużym znaczeniu, w XVIII–XIX wieku największy w kraju; międzynarodowy port lotniczy Juanda. Most Suramadu łączy miasto z wyspą Madura.

## Religia
W mieście znajduje się największy chrześcijański megakościół w Indonezji – Bethany Church Surabaya.

## Znane postaci
- Jan Stanisław Nikerk – działacz polonijny w Holandii.

## Współpraca
- Aleksandria, Egipt
- Meszhed, Iran
- Monterrey, Meksyk
- Marsylia, Francja
- Izmir, Turcja
- Nowy Orlean, Stany Zjednoczone
- Kaohsiung, Tajwan
- Haga, Holandia
- Warna, Bułgaria
- Kitakyūshū, Japonia
- Seattle, Stany Zjednoczone
- Pusan, Korea Południowa
- Kōchi, Japonia
- Kanton, Chińska Republika Ludowa
- Xiamen, Chińska Republika Ludowa